# Classe Talisman
La classe Talisman fu un quartetto di cacciatorpediniere ordinati dalla marina ottomana precedentemente alla prima guerra mondiale, ma poi requisiti nel novembre 1914 e completati per la Royal Navy.

## Descrizione
Le Talisman furono progettate dalla Armstrong Whitworth per la marina ottomana, ma subappaltate per la costruzione alla Hawthorn Leslie and Company. Ebbero un dislocamento di 1116 t, una lunghezza fuori tutto di 94,2 m, un baglio massimo di 8,7 m e un'immersione di progetto di 2,9 m. Erano propulse da tre turbine a vapore Parsons ad accoppiamento diretto, ognuna collegata ad un'elica e movimentate dal vapore generato da tre caldaie di tipo Yarrow. Le turbine sviluppavano una potenza all'asse di 19000 kW e una velocità massima di 32 nodi. Le navi trasportavano un massimo di 241 t di nafta. L'equipaggio delle navi fu di 102 tra ufficiali e marinai. La forma dello scafo fu particolarmente di successo e poi adottata anche per le classi V e W del 1917, discutibilmente, per il tempo, fu il picco nella tecnologia dei cacciatorpediniere.
Le navi classe Talisman risultarono pesantemente armate per la loro epoca, imbarcando cinque cannoni singoli a fuoco rapido da 102 mm Mark IV. Due dei cannoni erano affiancati sul castello di prua mentre gli altri cannoni erano sulla linea di mezzeria, uno tra il primo e il secondo fumaiolo, uno dopo la piattaforma del proiettore e l'ultimo su un palco sul cassero. Tutti i cannoni avevano mezzi scudi. Le navi furono progettate per montare tre lanciasiluri emersi da 533 mm, ma solo due furono montati per il servizio britannico.

## Unità
In origine sarebbero dovute essere ribattezzate Napier, Narborough, Offa e Ogre, ma ricevettero poi tutte nomi con la T nel febbraio 1915.
| Nome      | Costruttore                                      | Impostazione     | Varo             | Completamento  | Destino finale                                                                                             |
| --------- | ------------------------------------------------ | ---------------- | ---------------- | -------------- | --- |
| Talisman  | Hawthorn Leslie and Company, Newcastle upon Tyne | 7 dicembre 1914  | 15 luglio 1915   | 1 gennaio 1916 | Vendute per essere demolite il 9 maggio 1921.                                                              |
| Termagant | Hawthorn Leslie and Company, Newcastle upon Tyne | 17 dicembre 1914 | 26 agosto 1915   | 18 marzo 1916  | Vendute per essere demolite il 9 maggio 1921.                                                              |
| Trident   | Hawthorn Leslie and Company, Newcastle upon Tyne | 1 luglio 1915    | 20 novembre 1915 | 24 marzo 1916  | Vendute per essere demolite il 9 maggio 1921.                                                              |
| Turbulent | Hawthorn Leslie and Company, Newcastle upon Tyne | 1915             | 5 gennaio 1916   | Maggio 1916    | Affondata dalla nave da battaglia tedesca Westfalen durante la battaglia dello Jutland, il 31 maggio 1916. |